# Острова Виргины
Острова Виргины (фин. Viirit — Вымпельные), Северный и Южный  — острова в Финском заливе, находящиеся в 10 кабельтовых (1900 м) друг от друга. Административно входят в состав Кингисеппского района Ленинградской области. Расположены в 12 км к юго-западу от острова Гогланд и на таком же расстоянии к востоку, от острова Родшер. Их совокупная площадь составляет 4 га.

## География
На Северном Виргине (фин. Länsi-Viiri — Западный Вымпельный) возвышается маяк, представляющий собою квадратную в основании 13-метровую пирамиду, с конической вершиной. Кроме фонаря на пирамиде расположена крестообразная дневная метка с двумя шарами, находящимися под ней. Фокальная плоскость маяка находится на высоте 12,5 м. Даёт одну белую вспышку каждые 4 сек. Рядом с маяком расположена служебная постройка.
На Южном Виргине (швед. Wier, фин. Itä-Viiri — Восточный Вымпельный) находится круглый лабиринт, выложенный из крупной гальки и носящий название «Париж». О происхождении этого имени существует две версии: согласно первой название дал человек, знакомый с путаницей парижских улиц; согласно второй, название связано со шведским словом paris, означающим «церковный приход», что подчёркивает сакральный смысл лабиринта. Находящийся на высоте 4 м над уровнем моря лабиринт был описан в 1838—1844 гг. академиком фон Бэром, впервые высадившимся на остров в 1838 г. из-за скверной погоды.

## История
Под юрисдикцию России острова перешли в 1743 г. по Абоскому миру после войны со Швецией. С 1920 по 1939 гг. принадлежали Финляндии. Перешли к Советскому Союзу по итогам советско-финской войны, что было подтверждено Парижским договором 1947 г.
Должны войти в состав 5 участка Ингерманландского заповедника вместе с прилегающей акваторией площадью в 244 га.